# Плато Лакшмі

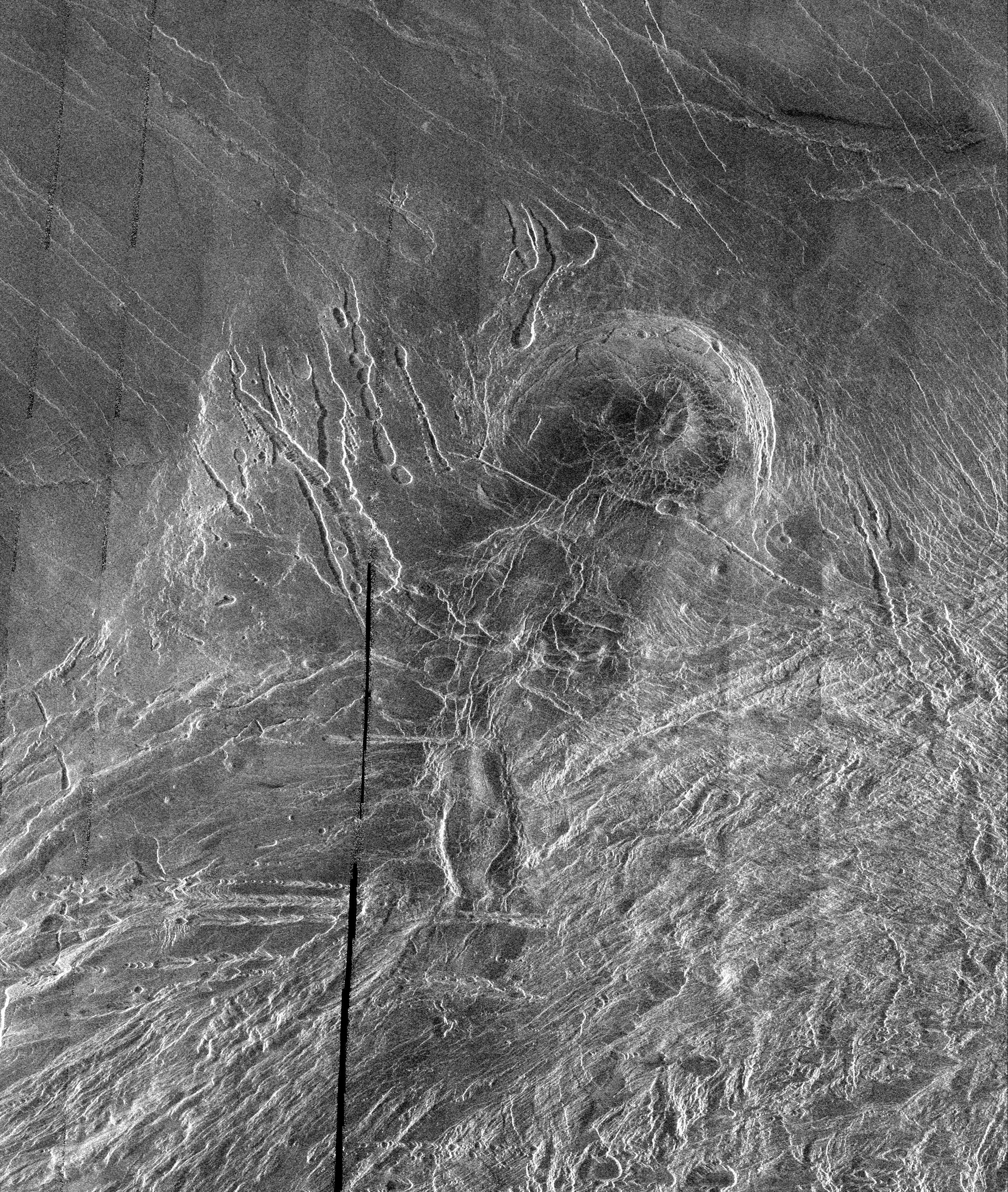
Знімок плато Лакшмі з космосу

Плато Лакшмі — ділянка поверхні на планеті Венера протяжністю 2345 км, утворена з базальтових потоків; знаходиться в одному з двох основних гірських регіонів Венери — Землі Іштар.
Плато підноситься над оточуючими вулканічними рівнинами на 4-5 км.
Оскільки для назви об'єктів на Венері використовуються виключно жіночі імена (за винятком гір Максвелла), плато названо на честь індуїстської богині достатку, процвітання і багатства Лакшмі.
На плато знаходяться величезні, порівняно з рівнинними, вулкани. Так, вулканічна кальдера Колетт, від якої розходиться радіальна система застиглих лавових потоків, має розмір 100 на 75 км. Інші лавові потоки на Лакшмі досягають довжини в 300 км, що говорить про велику витрату рідкої лави при виверженні.
Астрономи нерідко порівнюють Плато Лакшмі з Тибетським нагір'ям, хоча плато на Венері набагато більше земного за розміром.